# Burgus Untersaal

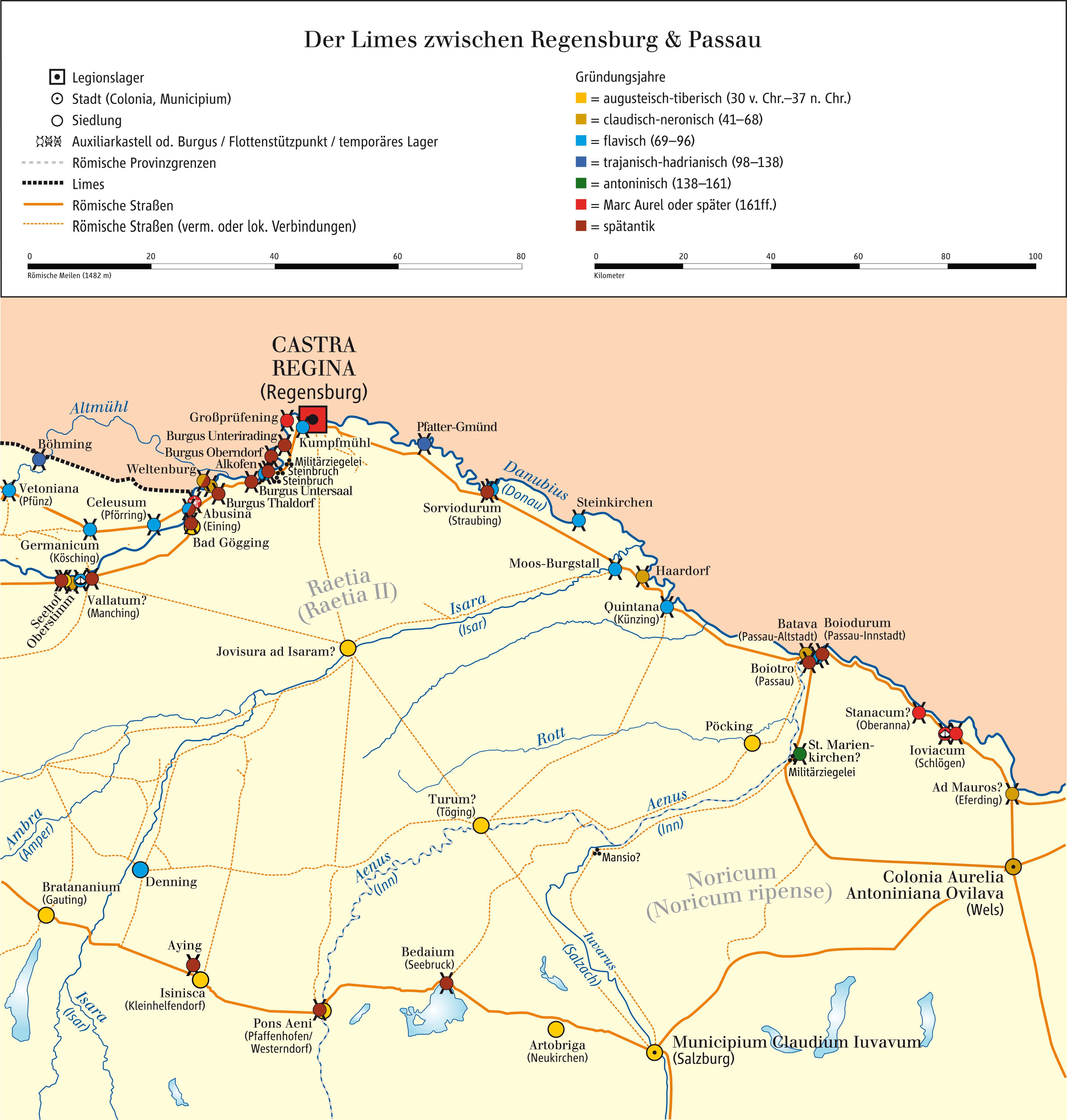
Der Burgus am spätantiken Donaulimes

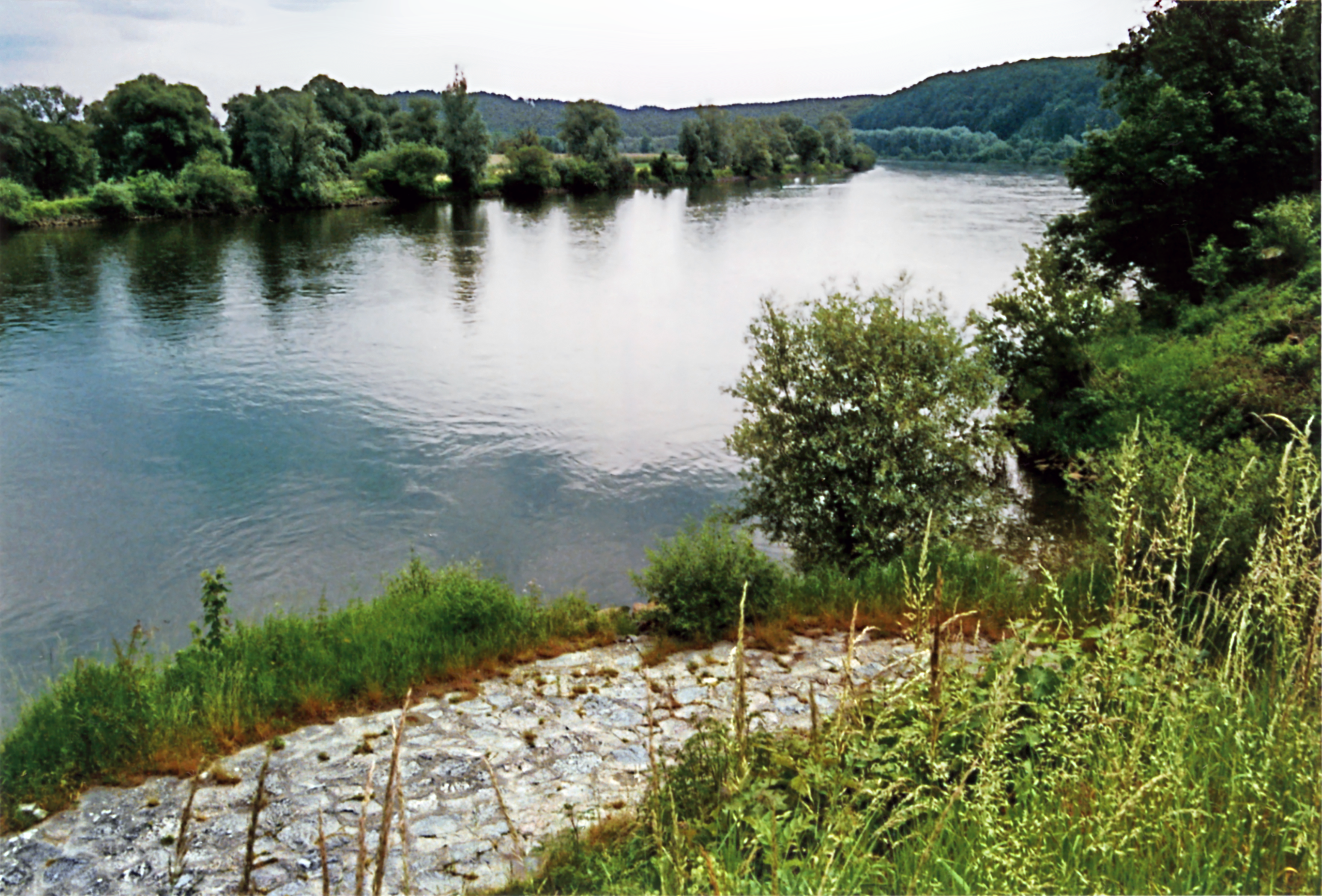
Das Bild zeigt den durch den Brückenbau der 1960er Jahre völlig veränderten Standort des Burgus am Zufluss des Feckinger Bachs in die Donau. Der Weg, der den historischen Burgusstandort durchkreuzt, gehört zum Zugang zur Donaufähre; Zustand 2015

Der Burgus Untersaal ist ein ehemaliger spätrömischer Militärstandort (Burgus), der für die Kontrolle eines Abschnitts der Reichsgrenze entlang des Donau-Iller-Rhein-Limes zuständig war. Die archäologisch ergrabenen, heute jedoch nicht mehr sichtbaren Überreste befanden sich nahe dem Kirchdorf Untersaal bei Saal an der Donau östlich der Kreisstadt Kelheim in Niederbayern.

## Lage
Für den Bereich zwischen dem Donaukastell Eining (Abusina) und dem Legionslager Regensburg (Castra Regina) ist eine dichte Kette spätantiker Burgi entlang der spätrömischen Donaugrenze belegt. Zwischen dem westlich von Kelheim endenden Donaudurchbruch bei Weltenburg und der östlichen Gemeindegrenze von Bad Abbach hat sich ein von Hügeln begrenzter größerer Kessel gebildet. In diesem Kessel wurde die Fortifikation auf einer flachen Landzunge am Ostende einer Hochterrasse im Zwickel zwischen der Einmündung des von Südwesten kommenden Feckinger Bachs in die von Nordwesten kommende Donau errichtet. Unmittelbar südöstlich des Burgus steigt das Land sehr steil bis zu über 100 Meter an, jedoch konnte ein größerer Abschnitt des zum Barbaricum gehörenden Gebiets nördlich der Donau sowie der Schiffsverkehr auf dem Fluss gut eingesehen werden. Insbesondere die nahe, nordwestlich gelegene Mündung der Altmühl war von Untersaal aus überwachbar. In Sichtverbindung zu Untersaal lag vier Kilometer östlich der mutmaßliche Burgus Alkofen.

## Forschungsgeschichte
Das Gebiet an der Einmündung des Feckinger Bachs in die Donau wurde schon während der Hallstattzeit besiedelt. Später wurde das Tal der Donau zwischen Kelheim und Untersaal (früher auch als „Postsaal“ bekannt) zu einem Siedlungsschwerpunkt der Latènezeit. Auch während der frühen Grabungen am Burgus kamen hallstattzeitliche Keramikscherben mit Graphitbemalung ans Licht, ebenso wie ein paar Kleinfunde der mittleren römischen Kaiserzeit.
Bereits der Historiker Johannes Aventinus (1477–1534) dokumentierte 1509 römische Inschriften, die er im Bereich des Burgus an der Donau beziehungsweise „oberhalb bei under Saal an der stainen prucken“ auffand. Dabei entdeckte er dort auch mindestens eine antike Steinskulptur. Die jahrhundertelang existierende steinerne Brücke über den Feckinger Bach lag in unmittelbarer Nähe des Burgus. Heute ersetzt sie eine moderne Brücke der Bundesstraße 16. Die Skulpturen und Steininschriften aus diesem Bereich, die sich teilweise als bedeutende Zeugnisse für die provinzialrömische Forschung entpuppten, waren während der spätantike Zeit als Spolien in die Kleinfestung vermauert. Zur Zeit von Aventinus, während der deutschen Spätgotik, riss die Donau die gesamte Nordhälfte des Burgus fort. Der Rat Leonhard von Eck (1480–1550) ließ drei auf der Untersaaler Brücke angebrachte römische Steindenkmäler entfernen und in seinen Garten nach Kelheim bringen. Zumindest einige Stücke seiner Sammlung kamen später in das königliche Antiquarium nach München.
Noch 1874 hielt man die Überreste „unterhalb Postsaal bei der Mündung des Feckinger Baches“ für die fraglichen Grundmauern einer Kirche, die „wahrscheinlich bei einem starken Eisgange durch Unterspülung und Hinwegschwemmung des Gestades zerstört [wurde]. Die Reste dieses Fundaments liegen so tief, daß nun selbst bei  n i e d r i g e m  Wasserstande die Wogen darüber hinweggehen.“
Im Jahr 1910 fand eine erste Grabung durch das Königliche Generalkonservatorium der Kunstdenkmale und Altertümer Bayerns statt. Als 1955 unmittelbar an der ehemaligen westlichen Umfassungsmauer des Burgus die Rampenauffahrt der dort liegenden Flussfähre verbreitert wurde, kamen die dort erhaltenen Mauerreste unter die Erde. Zu Beginn der 1960er Jahre wurde der Ausbau der Bundesstraße 16 realisiert. Dies beinhaltete auch die Verlegung der Trasse im Ortsbereich von Saal. Die alte Bundesstraße wurde dort zur Kreisstraße 19, dafür sollte eine Neubaustrecke unmittelbar an der Donau den zukünftigen überregionalen Verkehr aufnehmen. Da ein Brückenneubau über den Feckinger Bach die Baureste des Burgus in seinem Bestand bedrohte, mussten zwischen 1961 und 1962 an der unterhalb der ehemaligen alten Straßenbrücke gelegenen Kleinfestung Rettungsgrabungen vorgenommen werden. Die Grabungskoordination übernahmen das Bayerische Landesamt für Denkmalpflege, Abteilung Vorgeschichte, zusammen mit der Prähistorischen Staatssammlung München. Die Untersuchungen leitete der Archäologe Jochen Garbsch (1936–2003). Heute sind oberirdisch keine Reste mehr sichtbar.

## Name
Unter Germanisten gibt es mehrere Spekulationen zur Herkunft des Ortsnamens „Saal“. Dieser wird zumeist auf eine Indogermanische Ursprache zurückgeführt. In der Vergangenheit sah man im Feckinger Bach den Ursprung zu diesem Namen. So stellte es auch Ernst Schwarz (1895–1983) dar. Einer neueren Theorie zufolge, die Albrecht Greule veröffentlichte, könnte sich „Saal“ auch auf eine germanische Wortzusammensetzung (sal-az = Einraumhaus; halla = Halle) beziehen, mit dem die nachrömische Bevölkerung den Burgus von Untersaal als salla bezeichnet haben könnte.

## Baugeschichte

### Burgus

Grundriss und Lage des Burgus Untersaal

Der massive, nach Jochen Garbsch (1936–2003) wohl während der Regierungszeit Kaiser Valentinian I. (364–375) errichtete Burgus, wirkt in seiner Konstruktion wie eine verkleinerte Ausführung einiger rechteckiger spätantiker Großfestungen. Ähnliche Bauausführungen wie in Untersaal wurden bereits erforscht. So finden sich beispielsweise einige Hauptmerkmale am Burgus Basel-Utengasse in der Schweiz wieder. Insgesamt gehört der Burgus von Untersaal zu den größten Burgi des spätrömischen Donau-Iller-Rhein-Limes.
Die genau nach den Haupthimmelsrichtungen orientierte Anlage wird der letzten Ausbauphase des römischen Limes im heutigen bayerischen Raum zugeordnet. Zu seiner Errichtung wurden nicht mehr benötigte Weihesteine und Grabdenkmäler aus umliegenden römischen Siedlungen herbeigeschafft und als Spolien wiederverwendet. Seit Aventinus kamen bis in das 20. Jahrhundert zahlreiche Spolien aus dem Bauwerk ans Licht. Die in ihren Außenmaßen abzüglich der vier abgerundeten Ecktürme 17,20 × 17,20 Meter umfassende Anlage besaß einen quadratischen Grundriss. Die Fundamente der Umfassungsmauern hatten eine Stärke von zwei Metern. Da lediglich noch von den beiden südlichen Ecktürmen Teilansätze der Rundungen feststellbar waren, legte sich Garbsch nach seinen Untersuchungen auf einen Gesamtdurchmesser der Türme von ursprünglich fünf bis sechs Metern fest. Während der Grabungen des Jahres 1910 fand sich noch kein Umfassungsgraben. Durch einen Grabungsschnitt, der westlich der Anlage vorgenommen wurde, konnte durch Garbsch rund 22 Meter von der westlichen Umfassungsmauer entfernt, das Teilstück eines ursprünglich wohl rund 3,50 Meter breiter Spitzgrabens freigelegt werden. Im 13 × 12,70 Meter (= 165 Quadratmeter) großen Innenhof wurden 1910 eine Zisterne sowie die Pfostengruben einstiger Holzbauten beobachtet.

### Pfahlreihen in der Donau
Bereits 1955 waren bei Baggerarbeiten in der Uferzone der Donau sowie im Mündungsbereich des Feckinger Bachs in den Grund gerammte Eichenpfähle festgestellt worden. Sie wurden während der Grabungen am Burgus 1961 bis 1962 mituntersucht und bildeten zwei parallele Reihen, die einen Abstand von 0,80 bis einem Meter besaßen. Nach Abschluss der archäologischen Untersuchungen kamen während der Bauarbeiten 1963 im östlichen und südlichen Bereich des Burgus weitere ähnliche Pfahlreihen zu Tage. Hier waren die Stämme noch zwei bis 2,50 Meter lang erhalten und besaßen einen Durchmesser von 0,20 bis 0,26 Meter. Zur Nachuntersuchung dieser Befunde fanden in den Jahren 1997, 1998 und 2003 archäologische Taucherkundungen der Bayerischen Gesellschaft für Unterwasserarchäologie mit Unterstützung der Kreisarchäologie Kelheim zu diesen Befunden statt. Dabei wurden erneut Pfahlreihen unmittelbar vor dem Burgus entdeckt und eingemessen. Bei der 2001 erfolgten dendrochronologischen Untersuchung ließ sich die bereits von Garbsch angenommene valentinianische Zeitstellung bestätigen und auf die Jahre zwischen 370 und 372 n. Chr. konkretisieren. Die Doppelreihe der Pfähle kann als Überreste einer Schiffslände gedeutet werden. Möglicherweise könnte es sich auch um eine Schiffsbrücke gehandelt haben.

## Zweck
Möglicherweise diente Untersaal als Ausrüstungs- und Versorgungsdepot für die umliegenden kleineren Burgi. Der Standort könnte dazu auch eine wichtige Funktion bei der Überwachung der Verkehrswege übernommen haben. Außerdem können diese auf kleinste Truppengröße verminderte Grenzsicherungsstationen für eine schnelle Nachrichtenverbindung und zur Abwehr kleinerer germanischer Räuberbanden verantwortlich gewesen sein. Ein massiver und zahlenmäßig überlegener Angriff ganzer Stämme war mit dem valentinianischen Limessystem unmittelbar in den Grenzzonen nicht zu verhindern.

## Nachrömische Entwicklung
Während des Mittelalters kam der Platz mit dem Burgus aufgrund einer königlichen Schenkung an das Regensburger Stift Niedermünster. Der noch heute an dieser Stelle existierende Fährdienst könnte eine sehr alte Kontinuität bezeugen, die möglicherweise bis in die Antike reicht. Insbesondere die Interpretation der Eichenpfähle als Schiffslände, würde diese Überlegung unterstreichen.

## Funde und Fundverbleib
Außer dem reichen Spolienmaterial blieb das sonstige zeitlich dem Burgus zuordnungsfähige Fundgut wie die spätrömische Keramik bei allen Untersuchungen spärlich. Funde aus dem Burgus befinden sich heute in der Archäologischen Staatssammlung München, in deren Zweigstelle, dem Burgmuseum Grünwald und im Archäologischen Museum der Stadt Kelheim.

## Denkmalschutz
Die erwähnten Anlagen sind als eingetragene Bodendenkmale im Sinne des Bayerischen Denkmalschutzgesetzes (BayDSchG) geschützt. Nachforschungen und gezieltes Sammeln von Funden sind erlaubnispflichtig, Zufallsfunde sind den Denkmalbehörden anzuzeigen.